# Leiophron alberti
Leiophron alberti är en stekelart som först beskrevs av De Saeger 1946.  Leiophron alberti ingår i släktet Leiophron och familjen bracksteklar. Inga underarter finns listade i Catalogue of Life.